# Red Hamilton
Red Hamilton (Decatur, 10 juli 1926) was een Amerikaans autocoureur. Hij schreef zich eenmaal in voor de Indianapolis 500, in 1953. Deze race wist hij zich echter niet te kwalificeren.